# Friedrich Opel
Pour les articles homonymes, voir Famille Opel.

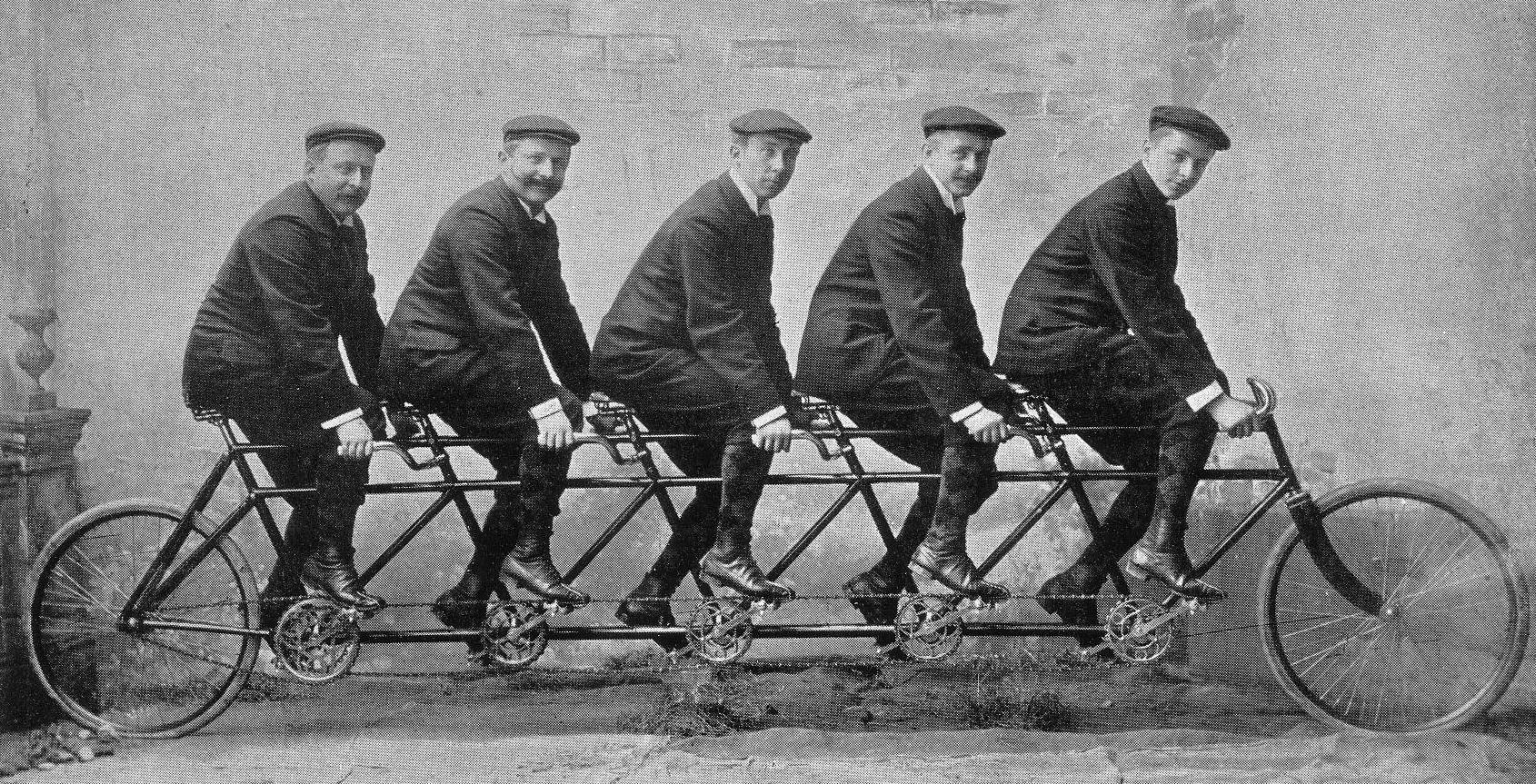
Les frères Opel en 1912 (de G. à D.: Karl, Wilhelm, Heinrich, Fritz, et Ludwig).

Friedrich Franz Opel, dit Fritz Opel, né le 30 avril 1875 à Rüsselsheim et mort le 30 août 1938 à Vienne (âgé de 63 ans), est un ancien ingénieur industriel allemand, également coureur cycliste puis pilote automobile

## Biographie
Quatrième des cinq fils d'Adam Opel, il fait des études entre 1894 et 1897 à l'école supérieure de sciences appliquées de Mittweida dans le domaine de la mécanique, puis il entre directement au conseil d'administration d'Adam Opel AG. (les cinq frères dirigeant ensemble l'entreprise, après la mort d'Adam en 1895), ce qui lui permet notamment de favoriser l'essor du sport automobile dans son pays, alors qu'avec son frère Wilhelm il dirige les lignes de montage d'automobiles au sein de la famille, après l'achat de l'usine de Friedrich Lutzmann à Dessau en 1898 (première voiture Opel sortie en 1899).  
Fritz Opel commence la compétition cycliste en 1891 (formé par August Lehr, dont il est l'un des meilleurs coureurs), qu'il cesse en 1899 à 25 ans.
Il est souvent confondu avec Fritz von Opel, dit Rocket Fritz, le fils de son frère Wilhelm spécialiste de la propulsion par fusées, né en 1899 et père du pilote de Formule 1 Rikky von Opel.

## Palmarès en cyclisme
Friedrich Opel s'adjuge durant sa carrière de cycliste, 180 prix personnels sur des cycles Opel (il est le plus titré des 5 frères). À eux tous, les cinq frères remportent 560 victoires et 13 championnats nationaux.
- 1892
  - Champion de Hesse sur route
- 1893
  - Vice-champion d'Europe du 10 kilomètres
- 1894
  - Bâle-Clèves (course à étapes, de près de 620 kilomètres);
- 1895
  - 2e du Prix de l'Empereur
- 1896
  - Champion d'Allemagne de vitesse amateur
  - Prix de l'Empereur
- 1897
  - Champion d'Allemagne amateur du 100 kilomètres sur route[2]
  - Champion d'Allemagne de demi-fond
- 1898
  - 3e du Prix de l'Empereur

## Automobile

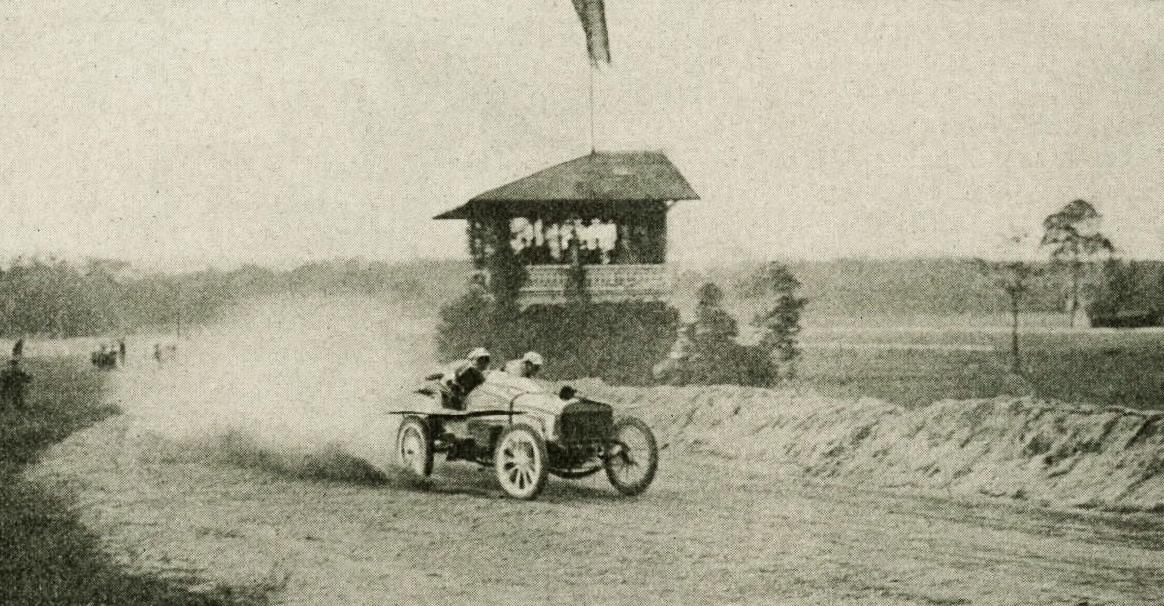
Fritz Opel à l'hippodrome de Francfort (l'Oberforsthaus), sur Opel (1904).

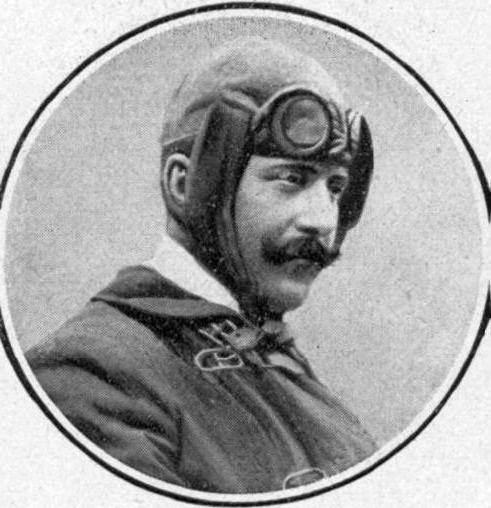
Fritz Opel en 1908, à la veille du Grand Prix de l'ACF.

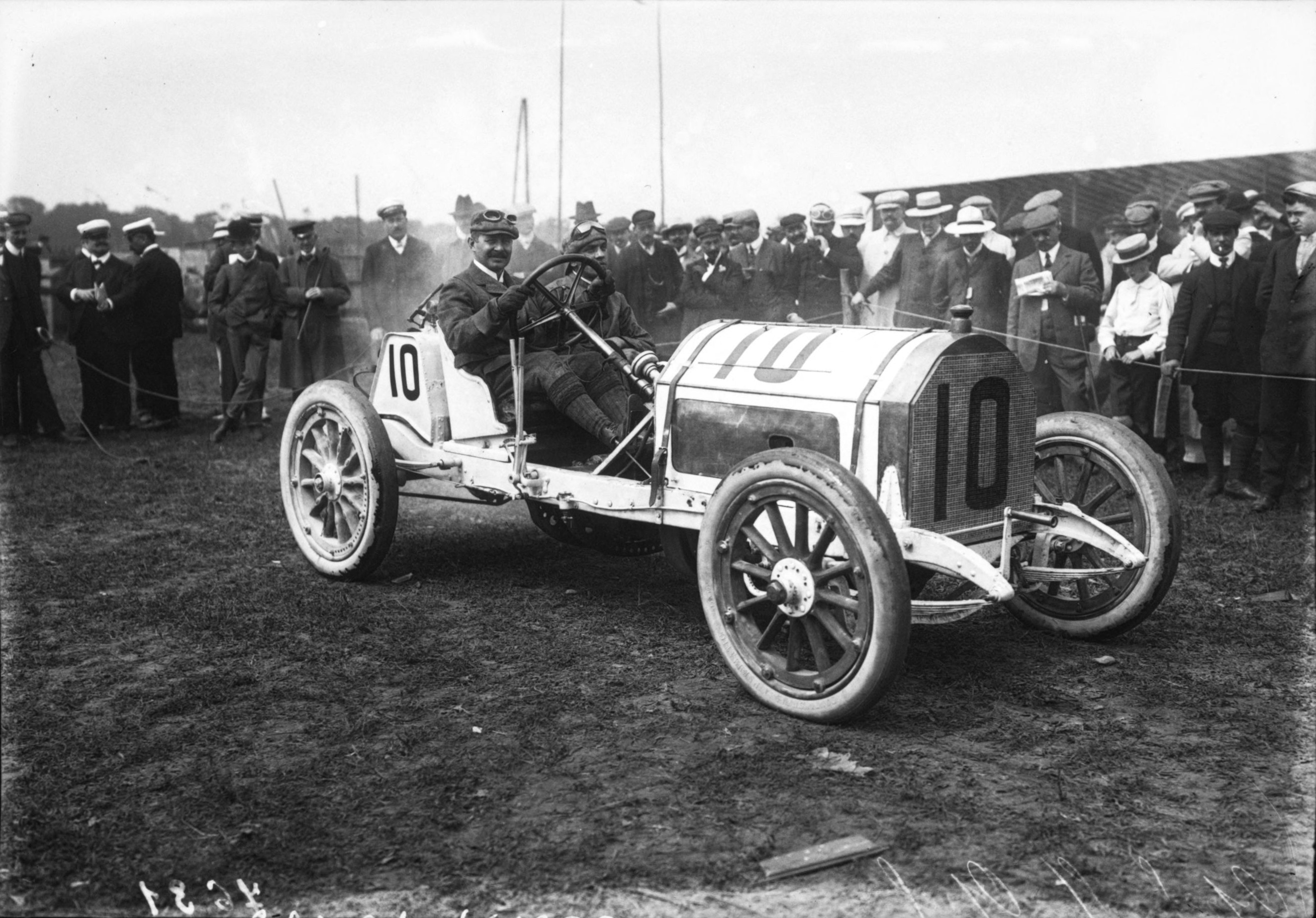
Fritz Opel au Grand Prix de l'ACF 1908.

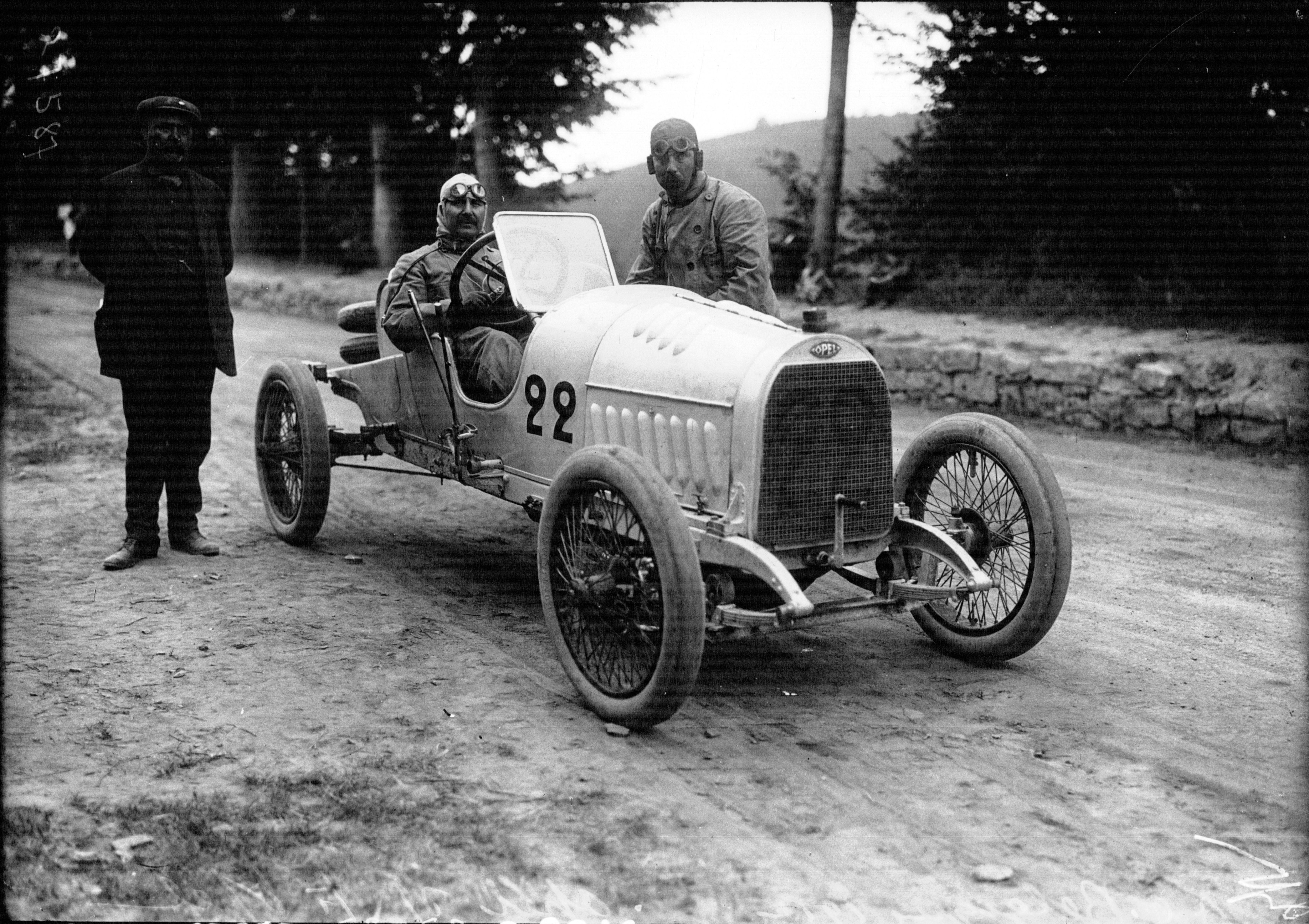
Fritz Opel avant course en 1912.

- Circuit de Francfort-sur-le-Main (l'Oberforsthaus) en 1905, sur Opel;
- Opel-Rennbahn (l'Opelbahn) (de) avec une victoire de classe 2L. en 1922 sur l'anneau "a"[3];
  - 2e de la première course organisée lors du Kaiserpreis en 1907, sur Opel;
  - 4e de l'Herkomer-Konkurrenz (de), en 1905 sur Opel 35HP (München-Baden Baden-Nürnberg-München);
  - Participation à la course Paris-Vienne, en 1902 sur Darracq5,9 L[4];
  - Participation à la Coupe Gordon Bennett en 1904, sur Opel 4 cylindres 100HP avec Carl Jörns comme mécanicien embarqué (alors pilote automobile lui-même en devenir, devenu le principal chauffeur d'Opel en Grand Prix avant le premier conflit mondial);
  - Participation au Grand Prix de France en 1908 (de l'ACF), sur Opel (21e);
  - Participation à la course du Prince Heinrich en 1910, sur Opel[5].

(Nota Bene : son frère Wilhelm remporte la course du Prince Heinrich en 1909 sur Opel, et le français Victor Hémery gagne pour les deux frères la course de Hamburg-Bahrenfeld (de) en 1904 sur un hippodrome-.

## Titres honorifiques
- 1927: docteur honoris causa de l'Université technique de Darmstadt;
- 1998: Automotive Hall of Fame (avec son frère Heinrich).